# Vilim I. Oranski
Vilim I. Oranski (Dillenburg, Njemačka, 24. travnja 1533. - Delft, Nizozemska, 10. srpnja 1584)., također poznat i kao Vilim šutljivi (nizozemski: Willem de Zwijger), bio je glavni vođa nizozemske pobune protiv španjolskih Habsburgovaca, što je dovelo do Nizozemske revolucije (Osamdesetogodišnji rat) i formalne nezavisnosti Ujedinjenih provincija (Beneluks) 1581.
Rođen je u plemićkoj dinastiji Nassau kao grof Nassau-Dillenburg. Postao je princ Oranski 1544., te je na taj način osnivač dinastije Orange-Nassau i predak monarhije Nizozemske. Bio je najveći veleposjednik u Nizozemskoj i protivnik španjolske vlasti. Godine 1576. postao je vođa Ujedinjenih provincija i dokazao se kao izvrstan general. 
Ženio se četiri puta, svaki put nakon smrti prethodne žene.
Proglašen je odmetnikom od strane španjolskog kralja 1580., ubio ga je Balthasar Gérard u Delftu 1584.